# 弗里蘭 (密歇根州)
弗里蘭（英語：Freeland）是位於美國密歇根州薩吉諾縣蒂塔巴沃西鎮區的一個普查規定居民點。

## 人口
根據2020年美國人口普查的數據，弗里蘭的面積為17.41平方千米，當中陸地面積為17.06平方千米，而水域面積為0.35平方千米。當地共有人口7630人，而人口密度為每平方千米438.25人。